# Dorothee Metlitzki

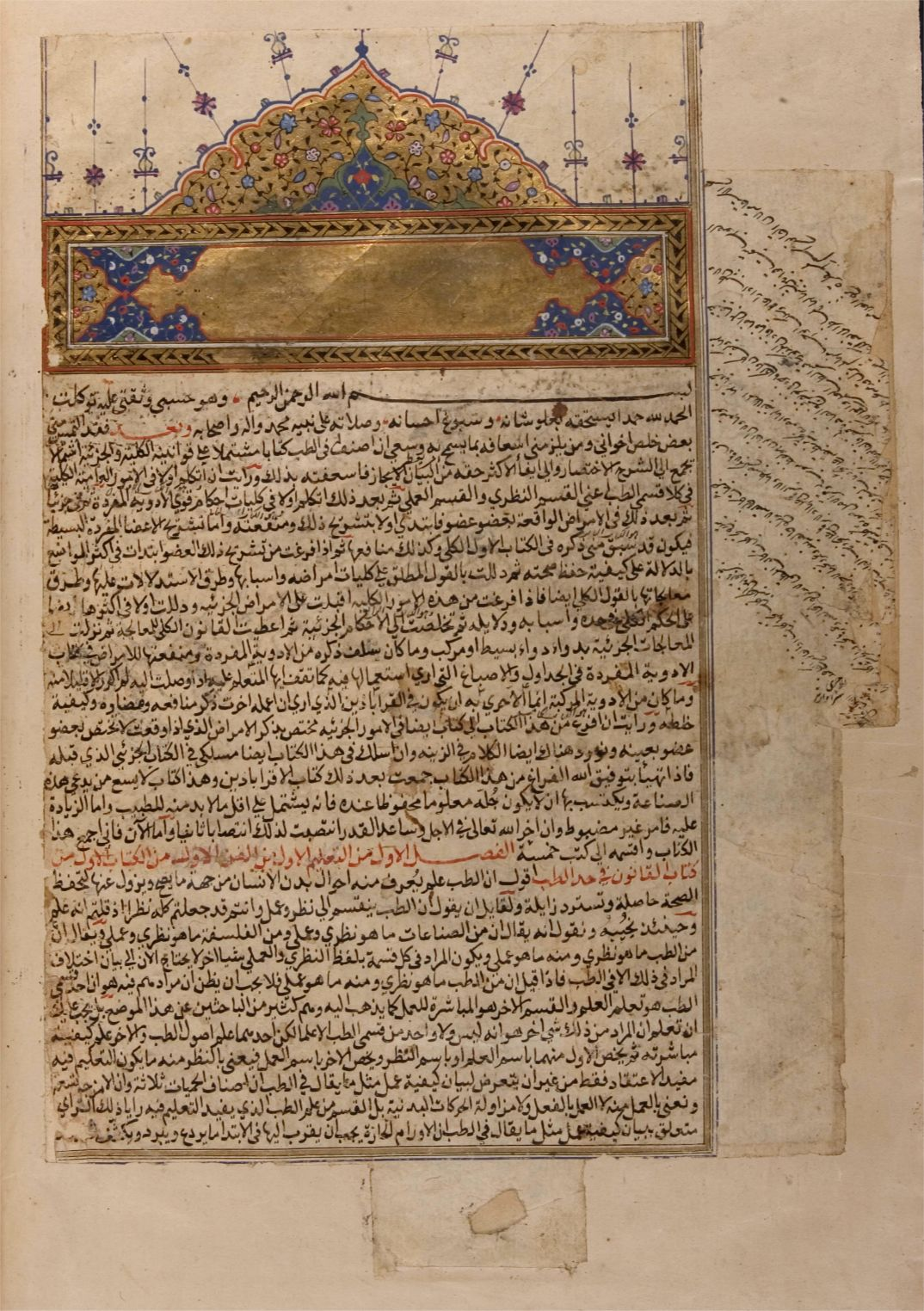
Manuscrit du Canon d'Avicenne, bibliothèque de l'université Yale, copie de 1597.

Dorothee Metlitzki ou Devora Metlitsky (née le 27 juillet 1914 à Königsberg, Empire allemand, morte le 14 avril 2001) est une universitaire américano-israélienne d'origine allemande ayant passé une partie de sa vie au Moyen-Orient, spécialiste de la littérature médiévale anglaise (en) et arabe ainsi que du romancier américain Herman Melville.

## Biographie
Dorothee Metlitzki naît d'une mère allemande et d'un père russe, Israel Metlitzki. Sa famille s'installe à Iekaterinbourg dans l'Empire russe où son père travaille dans le commerce international : il est emprisonné comme capitaliste à la suite de la révolution bolchévique, la famille part pour Saint-Pétersbourg où le père la rejoindra en 1920, ses employés ayant témoigné en sa faveur. La famille quitte la Russie pour s'établir à Memel en Lituanie.
En 1933, Dorothee Metlitzki part étudier à l'université de Londres d'où elle sort en 1939 avec un double diplôme d'arabe classique et d'anglais médiéval. Elle fréquente des figures du milieu littéraire anglais comme Robert Graves, Lawrence Durrell et Olivia Manning mais aussi des partisans du mouvement sioniste comme Abba Eban et Moshe Sharett.

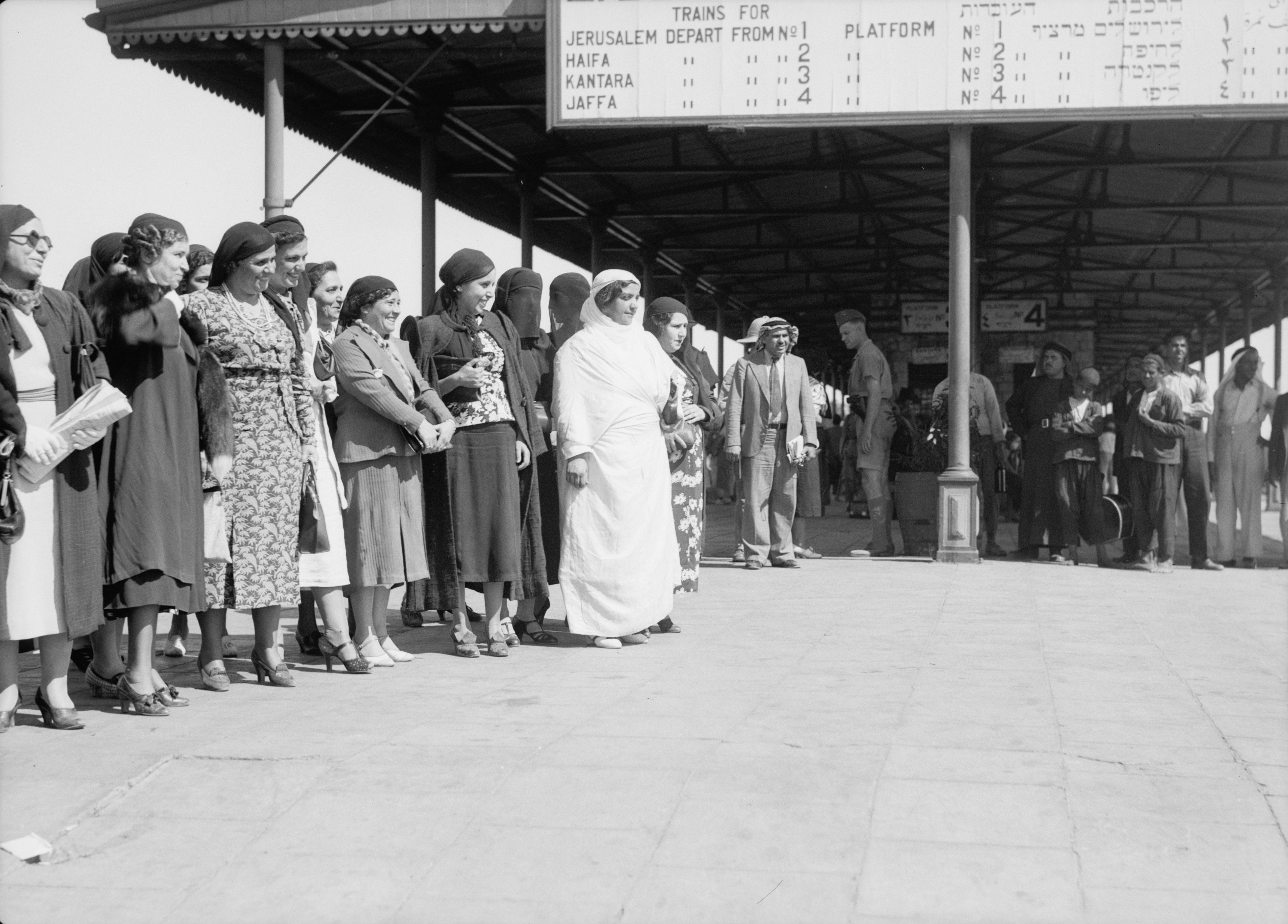
Femmes arabes de Palestine à la gare de Lod en 1938.

En 1939, elle part pour la Palestine sous mandat britannique où elle enseigne l'anglais dans un lycée de Jérusalem puis à l'Université hébraïque. Alors qu'elle enseigne au British Council du Caire, elle rencontre l'arabiste Paul Kraus qu'elle épouse en 1944, celui-ci se suicide peu après. Elle se remarie à l'égyptologue Bernhard Grdseloff avec qui elle a une fille, Ruth, il meurt d'un cancer en 1950.
Après la déclaration d'indépendance d'Israël en 1948, elle retourne dans ce pays où elle travaille pour le ministère des Affaires étrangères puis pour la Fédération israélienne des travailleurs où elle dirige un service chargé de la protection des droits des femmes arabes.
Après une première mission aux États-Unis en 1951, elle étudie à l'université Yale à partir de 1954. En 1957, elle est graduée du Ph. D. pour une dissertation sur les influences moyen-orientales dans l'œuvre d'Herman Melville ; elle en tire un ouvrage, Melville's Orienda, publié en 1961. Elle épouse l'assyriologue Jacob Finkelstein qu'elle accompagne dans ses postes successifs à l'université de Californie à Berkeley puis de nouveau à Yale ; le mariage se termine par un divorce.
Elle reprend son enseignement à Yale et, en 1975, publie son ouvrage majeur : The Matter of Araby in Medieval England (« La matière d'Arabie dans l'Angleterre médiévale »), sur l'image et l'influence du monde moyen-oriental dans la littérature anglaise du Moyen Âge. Elle prend une retraite partielle en 1984 tout en continuant à publier et donner des conférences.

## Travaux

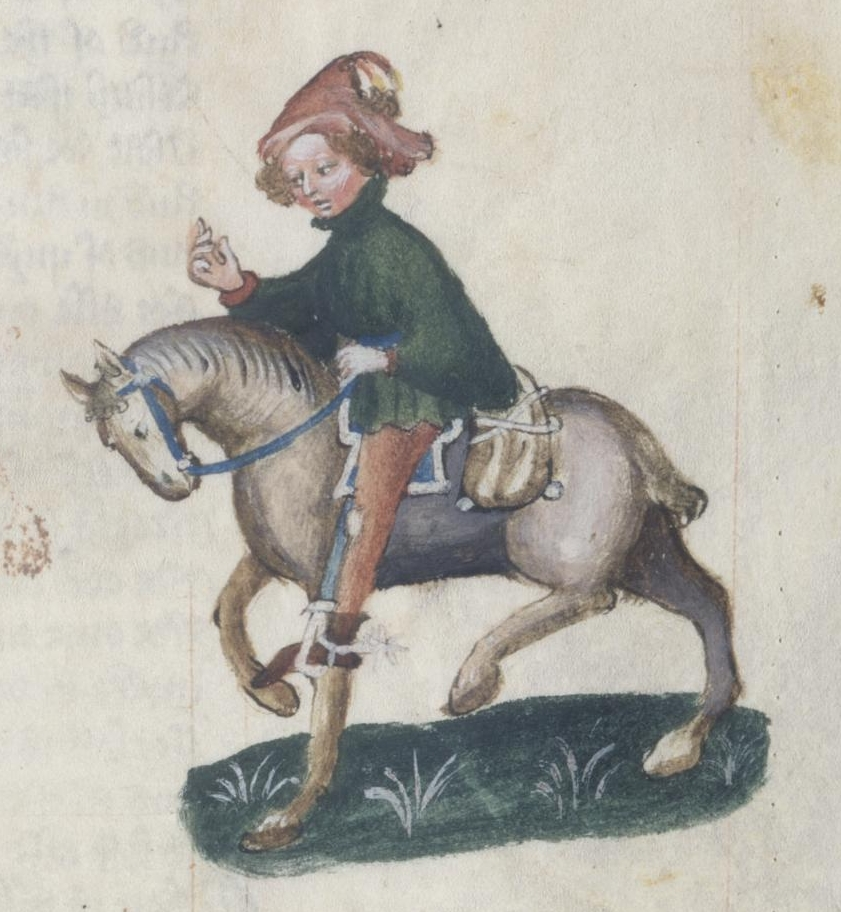
L'assistant du chanoine, illustration des Contes de Canterbury de Geoffrey Chaucer, début du XVe s.

Son œuvre porte sur des thèmes aussi variés que Melville, Geoffrey Chaucer, Goethe, la Bible et la littérature arabe.
Elle s'intéresse particulièrement aux échanges entre chrétienté et islam au Moyen Âge et note que le thème littéraire récurrent du mariage interreligieux entre chrétien et « Sarrasin » est probablement né sur la frontière de l'Empire byzantin et du monde musulman où leurs relations étaient particulièrement étroites.
Dans The Matter of Araby in Medieval England, elle montre que Le Conte de l'assistant du chanoine, un des Contes de Canterbury de Chaucer, s'inspire largement de l'alchimie arabe à travers les ouvrages diffusés sous le nom d'Arnaud de Villeneuve et lui emprunte le thème philosophique des « noces chimiques » entre le mercure et le soufre, ou le Soleil et la Lune, ou l'or et l'argent.

## Œuvres
- The Matter of Araby in Medieval England, Yale University, 1977, réed. 2005
- Melville's Orienda, Yale Books, 1961.

## Sources et bibliographie
- (en) Cet article est partiellement ou en totalité issu de l’article de Wikipédia en anglais intitulé « Dorothee Metlitzki » (voir la liste des auteurs) dans sa version du 5 octobre 2021.
- University of California: In Memoriam Dorothee Metlitzki, 2001
- Traugott Lawler, “Dorothee Metlitzki: Pioneering academic passionate about English and Arab cultures”, The Guardian, 30 avril 2001
- Cary Goldberg, “Dorothee Metlitzki, 86, Scholar Of Medievalism and Melville”, The New York Times, 9 mai 2001.